# Tetrabaculum
Tetrabaculum es un género con cuatro especies de orquídeas. Ha sido separado del género Dendrobium. 

## Descripción
Son pequeñas orquídeas epifitas que están inclinadas, articuladas, con los tallos cuadrados y con el centro inflado, llevan de 2 a 3 hojas delgadas, de color verde oscuro, oblongas a ovales y una corta inflorescencia terminal en forma de racimo con 1 a 5 grandes flores muy fragantes.

## Distribución y hábitat
Son epifitas que sólo se producen en lugares húmedos cerca del agua, en las selvas tropicales de Queensland y Nueva Gales del Sur (Australia).

## Sinonimia
Han sido segregadas del género Dendrobium Sw. secc. Dendrocoryne.

## Taxonomía
El nombre del género del género deriva del griego tetra (cuatro) y del Latín baculum (báculo), probablemente se refiere a la forma de sus tallos.
El género Tetrabaculum fue separarado de Dendrobium por M.A.Clem. & D.L.Jones en 2002.
Su especie tipo es Tetrabaculum tetragonum.
El género cuenta actualmente con cuatro especies.

## Especies
- Tetrabaculum cacatua (M.A.Clem. & D.L.Jones) M.A.Clem. & D.L.Jones (2002)
- Tetrabaculum capitisyork (M.A.Clem. & D.L.Jones) M.A.Clem. & D.L.Jones (2002)
- Tetrabaculum melaleucaphilum (M.A.Clem. & D.L.Jones) M.A.Clem. & D.L.Jones (2002)
- Tetrabaculum tetragonum (A.Cunn. ex Lindl.) M.A.Clem. & D.L.Jones (2002)